# Tribunal de primera instancia
Un tribunal de primera instancia suele ser el primer tribunal en revisar una disputa y tomar una decisión. Posteriormente, ciertos recursos legales contra esta sentencia pueden estar disponibles, incluido el recurso de apelación ante un tribunal superior. El primer grado de jurisdicción también se utiliza para designar a un tribunal de primera instancia.